# Ricardo Cházaro Lara
Ricardo Cházaro Lara (Veracruz, Veracruz; 16 de enero de 1920 - 30 de julio de 1993) fue un almirante de la Armada de México, que ocupó la titularidad de la Secretaría de Marina entre 1976 y 1982.
Ricardo Cházaro Lara realizó sus estudios básicos en el puerto de Veracruz, ingresó a la Heroica Escuela Naval, de donde se graduó como Ingeniero Mecánico y con el grado de Teniente de Corbeta, realizó diversos cursos en el Centro de Entramiento Subchaster en Miami, Florida y en el Treasure Island, San Francisco.
Fue guardia presidencial del presidente Adolfo Ruiz Cortines entre 1953 y 1958, con quien desde entonces tuvo una muy cercana amistad, desempeñó diversos mandos en las diferentes regiones navales del país, entre 1966 y 1970 fue subdirector técnico naval de Petróleos Mexicanos, en 1970 fue designado subsecretario de Marina y a partir del 1 de diciembre de 1976 el presidente José López Portillo lo nombró Secretario de Marina. Al concluir su cargo pasó a retiro.

## Condecoraciones
- Medalla Conmemorativa XX Aniversario de las Fuerzas Armadas Revolucionarias (Cuba, 1981)[1]